# Włoski (grzyby)

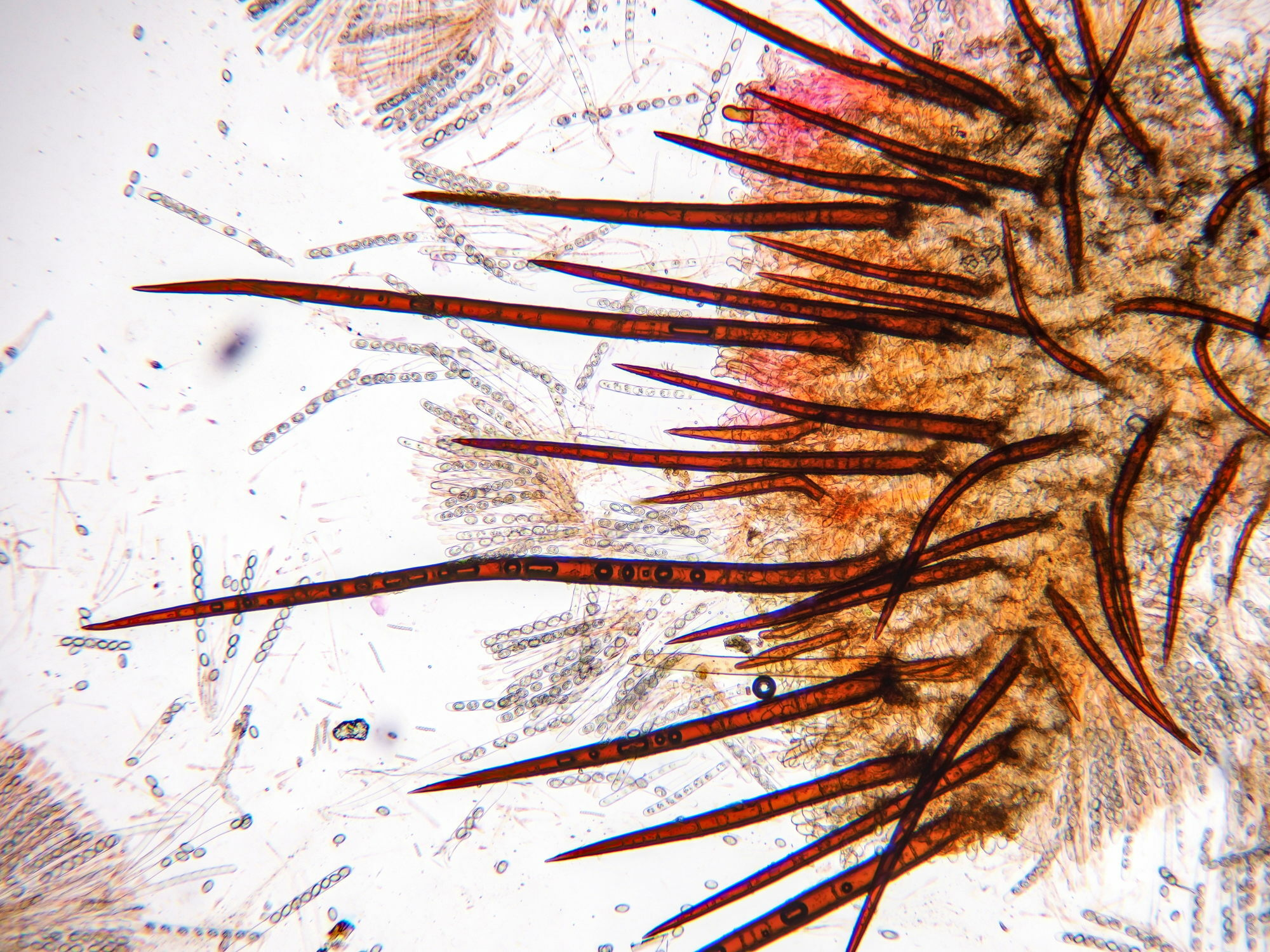
Włoski brzeżne na owocniku Scutellinia crinita

Włoski (łac. pilus) – u grzybów są to struktury podobne do włosków u roślin, ale zbudowane ze strzępek. Występują u niektórych gatunków w górnej warstwie skórki owocników, zwanej epikutisem. Wyrastają z jej dolnej warstwy (subkutis), odchylając się prostopadle od jej strzępek i zwykle są najdalej na zewnątrz wystającymi elementami skórki. Oprócz włosków w epikutisie mogą jeszcze być dermatocystydy i strzępki prymordialne. Włoski są przeważnie znacznie od nich smuklejsze, chociaż zdarzają się także włoski szeroki lub maczugowate, zazwyczaj też podzielone są licznymi septami. Zwykle są pojedyncze, ale czasami bywają rozgałęzione u podstawy lub na szczycie.
U wielu gatunków grzybów, np. w rodzaju Scutellinia (włośniczka), włoski mają istotne znaczenie przy identyfikacji gatunków.
Włoski (brzeżne i szczytowe) występują także na zewnętrznej stronie owocników grzybów z rodziny Chaetomiaceae i również mają znaczenie taksonomiczne przy oznaczaniu gatunków.